# Anna Kosek
Anna Kosek, z d. Kucharczyk (ur. 2 czerwca 1963 w Myślenicach) – polska siatkarka, mistrzyni i wielokrotna reprezentantka Polski.

## Życiorys
Była wychowanką klubu Dalin Myślenice. Następnie występowała w Wiśle Kraków, zdobywając z nią mistrzostwo Polski (1984) oraz wicemistrzostwo (1985 i 1990) i brązowy medal mistrzostw Polski (1988 i 1989). Po zakończeniu sezonu 1990/1991 wyjechała do Niemiec, gdzie przez cztery sezony występowała w TSG Tübingen. W sezonie 1994/1995 powróciła do Wisły i zdobyła ze swoją drużyna brązowy medal mistrzostw Polski, pełniąc funkcję grającej asystentki trenera. W kolejnym sezonie została zawodniczką zespołu Dick Black Andrychów i z klubem tym sięgnęła dwukrotnie po wicemistrzostwo Polski (1997 i 1998). Karierę sportową zakończyła w sezonie 1998/1999 ponownie w barwach Wisły Kraków.
W reprezentacji Polski debiutowała 27 lipca 1982 w towarzyskim spotkaniu z Koreą Północną. Trzykrotnie wystąpiła w mistrzostwach Europy (1983 – 9 m., 1989 – 9 m., 1991 – 9 m.). Zakończyła karierę reprezentacyjną meczem mistrzostw Europy z Rumunią – 3 października 1991. Łącznie w I reprezentacji Polski wystąpiła w 195 spotkaniach, w tym 164 oficjalnych.
Jest matką siatkarki reprezentacji Polski Karoliny Różyckiej (z domu Kosek).